# ハシモトホーム
ハシモトホームとは、青森県八戸市に本社を置く住宅会社。

## 概要
ハシモトホームは青森県八戸市類家に本店を置く北東北で住宅建築、不動産販売を事業とする企業。従業員数は163名。代表取締役は橋本吉徳。1977年（昭和52年）11月7日に設立された。青森県、岩手県、秋田県に7支店（八戸支店、青森支店、弘前支店、盛岡支店、秋田支店、大館支店、大仙支店）を拠点とする。2005年の日経BPによると、同社の住宅着工件数は青森県内最大である。
2019年9月、青森県八戸市に同社が総合住宅展示場「はちのへ住宅公園」を開設、2020年9月、青森県三沢市に同社が分譲した大型分譲地内に3棟のモデルハウスが開設された。2021年3月、青森県青森市に総合住宅展示場を建設した。
2021年3月発行の八戸商工ニュース96号の青年部だよりによると、橋本は平成9年に同会議所に入会しみらい創造委員会に所属し2021年に青年部を卒業したと報じた。
2023年と2024年に青森県スポーツ協会は、同社の加賀崇道にサッカー部門の優秀選手賞を授与した。

## パワーハラスメント事件と報道
2018年（平成30年）同社青森支店に勤務する40代男性社員がパワハラや長時間労働が原因で自殺したとして遺族は同社社長に8000万円の損害賠償を請求した。青森労働基準監督署は死亡した男性社員の労災を認定した。

### 「症状」と題した賞状の授与
2008年ごろから、新年会の余興として「症状」と題した賞状が社員に授与されるようになり、現社長就任以降「症状」の内容がエスカレートした。2018年1月、男性社員は社内の営業成績3位を受賞したが、会社は新年会を開催した際に自殺した男性社員に対し「症状」と表題にした「賞状」を渡した。
賞状の書面によると、
「今まで大した成績を残さず、あーあって感じ」
「陰で努力し、あまり頑張ってない様に見えてやはり頑張ってない」—ハシモトホーム会長、症状、
と記した。

### 各社の報道
デイリー新潮は「“パワハラ賞状”で自殺社員を愚弄　内容を精査すると益々浮き彫りになる“悪質性”」の見出しで、問題の「症状」の画像や自殺した男性社員の上司のパワハラショートメールの画像を用いて報じた。朝日新聞は「「侮辱賞状」は尊厳を傷つける行為　専門家が語るパワハラ相談の鉄則」と題し、被害にあった際は第三者に相談するよう報じた。

### 社長の発言
橋本吉徳社長はメディアの取材に
「毎年の懇親会で、表彰の一環として渡していたもの。行き過ぎた表現だったかもしれないが、他の人にも渡していたので、亡くなった男性の不調の原因になったか疑問に思う」—ハシモトホーム 橋本吉徳社長、デイリー新潮、
と述べた。

### パワハラ報道の反響
事件が報道された反響により、問い合わせの電話がハシモトホーム本社・支店に電話回線が逼迫するほど相次いだため、同社は留守番電話に切り替えた。